# Dubnijeve anorganske spojine
Iskanje dubnijevih spojin je zaradi kratke razpolovne dobe vseh njegovih izotopov zelo oteženo. Edini do sedaj znani spojini sta dubnijev pentaklorid (DbCl5) in dubnijev oksitriklorid (DbOCl3), vendar nista uradno potrjeni.